# Philippa Lowthorpe
Philippa Lowthorpe (Doncaster, 27 de dezembro de 1961) é uma cineasta e diretora de televisão inglesa. Ela recebeu o prêmio Deluxe Director no WFTV Film and Television Awards pela minissérie Three Girls. Recentemente, dirigiu episódios da segunda temporada de The Crown e o filme Misbehaviour, de 2020.

## Filmografia

### Cinema e TV
| Ano       | Título                           | Direção | Roteiro | Outros | Nota(s)                                                                        |
| 1992      | BBC 40 Minutes                   |         |         | Yes    | Serie de documentários; Episódio: "Not at Their Age"                           |
| 1994      | Three Salons at the Seaside      | Yes     |         | Yes    | Documentary; também produtora                                                  |
| 1994      | A Skirt Through History          | Yes     | Yes     | Yes    | Documentary Series; também produtora; Episódio: "The Experiment", "A Marriage" |
| 1997      | Eight Hours from Paris           | Yes     | Yes     | Yes    | Filme para Screen Two; também produtora                                        |
| 2003      | The Other Boleyn Girl            | Yes     | Yes     |        | Telefilme                                                                      |
| 2006      | Beau Brummell: This Charming Man | Yes     |         |        | Telefilme                                                                      |
| 2007      | Sex, the City and Me             | Yes     | Yes     |        | Telefilme                                                                      |
| 2010      | Five Daughters                   | Yes     |         |        | Minissérie                                                                     |
| 2013-2014 | Call the Midwife                 | Yes     |         |        | 5 episódios                                                                    |
| 2014      | Jamaica Inn                      | Yes     |         |        | Minissérie                                                                     |
| 2015      | Cider with Rosie                 | Yes     |         |        | Telefilme                                                                      |
| 2016      | Swallows and Amazons             | Yes     |         |        |                                                                                |
| 2017      | Three Girls                      | Yes     |         |        | Minissérie                                                                     |
| 2017      | The Crown                        | Yes     |         |        | Episódios: "Marionettes", "Vergangenheit"                                      |
| 2020      | Misbehaviour                     | Yes     |         |        |                                                                                |